# Beach Run
Beach Run, o también Beach Running, es un deporte que se fundamenta en carreras por la arena de la playa. Puede desarrollarse sobre arena no compacta (arena de grano grueso y profunda) o sobre arena compacta (arena blanda de grano fino y poco profunda). La International Life Saving Federation (Federación Internacional de Salvamento) tiene dos distancias de este deporte: las de 1 km y 2 km.

## Origen
Su origen hay que buscarlo en las competiciones de Beach Run de los años sesenta del pasado siglo XX celebradas en varios Estados de Estados Unidos: Florida, California u Oregón. 
En esos años, se inician competiciones de Beach Run como la Easter Beach Run de Daytona (Florida), la Annual Seaside Beach Run de Seaside (Oregón) o la Gurnet Classic Beach Run, celebrada en Duxbury, Massachusetts.
Participaron en ellas atletas ganadores del Maratón de Nueva York y del Maratón de Boston como los norteamericanos Bill Rodgers o Alberto Salazar.

## Federación Internacional de Salvamento
Los Juegos Olímpicos de París 1900 fueron celebrados en París, Francia, entre el 14 de mayo y el 28 de octubre de 1900. Se llevaron a cabo como parte de la Exposición Universal de 1900, celebrada en París en aquel año.
En el programa olímpico, hubo una larga lista de deportes, deportes de demostración y deportes no oficiales. El Life Saving (Salvamento) y sus deportes fueron encuadrados en el último grupo.
En 1910, el francés Raymond Petit fundó en Saint-Ouen, París, Francia, la Fédération Internationale de Sauvetage Aquatique (FIS) (Federación Internacional de Salvamento Acuático), la cual se unió en 1993 con la World Life Saving (WLS), fundada en 1971, en Australia, fundando ambas la International Life Saving Federation (Federación Internacional de Salvamento).
El Beach Run en arena no compacta no estuvo muy presente en la Fédération Internationale de Sauvetage Aquatique, aunque alcanzó su pleno desarrollo como deporte en la Internacional Life Saving Federation.
El Comité Olímpico Internacional reconoció a la International Life Saving Federation, federación en la que se encontraba el Beach Run en arena no compacta, con ocasión de su 105 sesión celebrada en Atlanta del 15 al 18 de julio de 1996.

## Beach Run en la actualidad
En la actualidad, el Beach Run sobre arena no compacta se mantiene en las competiciones clásicas del Beach Run de Estados Unidos y en la International Life Saving Federation, en las distancias de 1 y 2 km.
En la última década, el Beach Run sobre arena no compacta se ha desarrollado además en las grandes distancias, tanto en el Gran Fondo (20 km - maratón) como en la Ultramaratón (maratón - 24 horas).

## Otras competiciones
En 2011, una iniciativa privada creó en Estados Unidos un Campeonato del Mundo de Beach Run en arena compacta, admitido en el calendario de la USATF (USA Track & Field), es decir, de la Federación de Atletismo de los Estados Unidos. 
En 2013, este campeonato del mundo dejó de realizarse, para refundarse como Campeonato de Estados Unidos de Beach Run en arena compacta, perdurando hasta la actualidad.